# Solo (Clean Bandit)
Solo è un singolo del gruppo musicale britannico Clean Bandit, pubblicato il 18 maggio 2018 come quinto estratto dal secondo album in studio What Is Love?.
Il singolo ha visto la partecipazione vocale della cantante statunitense Demi Lovato.

## Video musicale
Il video musicale è stato reso disponibile il 31 maggio 2018 attraverso il canale YouTube del gruppo.

## Successo commerciale
Nel Official Singles Chart britannica Solo ha raggiunto la vetta della classifica nella pubblicazione del 28 giugno 2018, diventando la quarta numero uno del gruppo e la prima della Lovato grazie a 41 584 unità distribuite, di cui 27 698 ricavate dalle riproduzioni in streaming. È divenuta la settima top five consecutiva dei Clean Bandit, rendendoli i primi a riuscirci dalle Girls Aloud nel 2005. In Australia si è spinto fino alla 7ª posizione, diventando la quarta top ten del gruppo e la seconda della cantante.

## Classifiche

### Classifiche settimanali
| Classifica (2018-24) | Posizione massima |
| -------------------- | ----------------- |
| Argentina            | 43                |
| Australia            | 7                 |
| Austria              | 1                 |
| Belgio (Fiandre)     | 3                 |
| Belgio (Vallonia)    | 1                 |
| Bielorussia          | 196               |
| Bulgaria             | 1                 |
| Canada               | 14                |
| Croazia              | 2                 |
| Danimarca            | 4                 |
| Estonia              | 1                 |
| Finlandia            | 1                 |
| Francia              | 4                 |
| Germania             | 1                 |
| Grecia               | 5                 |
| Irlanda              | 1                 |
| Islanda              | 8                 |
| Italia               | 16                |
| Lettonia             | 5                 |
| Libano               | 5                 |
| Lituania             | 18                |
| Lussemburgo          | 2                 |
| Malaysia             | 5                 |
| Moldavia             | 163               |
| Norvegia             | 3                 |
| Nuova Zelanda        | 21                |
| Paesi Bassi          | 14                |
| Polonia              | 1                 |
| Portogallo           | 5                 |
| Regno Unito          | 1                 |
| Repubblica Ceca      | 1                 |
| Romania              | 3                 |
| Russia               | 1                 |
| Singapore            | 5                 |
| Slovacchia           | 1                 |
| Slovenia             | 1                 |
| Spagna               | 27                |
| Stati Uniti          | 58                |
| Svezia               | 2                 |
| Svizzera             | 2                 |
| Ucraina              | 10                |
| Ungheria             | 1                 |

### Classifiche di fine anno
| Classifica (2018) | Posizione |
| ----------------- | --------- |
| Australia         | 67        |
| Austria           | 4         |
| Belgio (Fiandre)  | 12        |
| Belgio (Vallonia) | 10        |
| Canada            | 53        |
| Croazia           | 33        |
| Danimarca         | 22        |
| Estonia           | 14        |
| Finlandia         | 8         |
| Francia           | 45        |
| Germania          | 8         |
| Irlanda           | 12        |
| Islanda           | 10        |
| Italia            | 46        |
| Norvegia          | 8         |
| Paesi Bassi       | 74        |
| Polonia           | 4         |
| Regno Unito       | 16        |
| Romania           | 39        |
| Russia            | 13        |
| Slovenia          | 19        |
| Spagna            | 57        |
| Svezia            | 10        |
| Svizzera          | 15        |
| Ucraina           | 108       |
| Ungheria          | 2         |
| Classifica (2019) | Posizione |
| Polonia           | 88        |
| Ucraina           | 64        |